# Tunis Open 2010
Il Tunis Open 2010 è stato un torneo professionistico di tennis maschile giocato sulla terra rossa, che faceva parte dell'ATP Challenger Tour 2010. Si è giocato a Tunisi in Tunisia dal 26 aprile al 2 maggio 2010.

## Partecipanti

### Teste di serie
| Nazionalità | Giocatore         | Ranking* | Testa di serie |
| ----------- | ----------------- | -------- | -------------- |
| Francia     | Florent Serra     | 62       | 1              |
| Francia     | Arnaud Clément    | 75       | 2              |
| Ucraina     | Illja Marčenko    | 79       | 3              |
| Germania    | Daniel Brands     | 87       | 4              |
| Russia      | Igor' Kunicyn     | 106      | 5              |
| Portogallo  | Rui Machado       | 116      | 6              |
| Portogallo  | Frederico Gil     | 120      | 7              |
| Belgio      | Christophe Rochus | 122      | 8              |

- Ranking al 19 aprile 2010.

### Altri partecipanti
Giocatori che hanno ricevuto una wild card:
- Reda El Amrani
- Malek Jaziri
- Nicolas Kiefer
- Mehdi Ziadi

Giocatori passati dalle qualificazioni:
- Iñigo Cervantes-Huegun
- Boris Pašanski
- João Sousa
- Peter Torebko

## Campioni

### Singolare
José Acasuso ha battuto in finale  Daniel Brands con il punteggio di 6–3, 6–4

### Doppio
Jeff Coetzee /  Kristof Vliegen hanno battuto in finale  James Cerretani /  Adil Shamasdin con il punteggio di 7–6(3), 6–3